# Borgo a Mozzano
Borgo a Mozzano è un comune italiano di 6 709 abitanti, compreso nella provincia di Lucca, in Toscana. È situato ad un'altitudine di 97 metri sul livello del mare, attraversato dal fiume Serchio ed è posto poco dopo la confluenza con il torrente Lima.

## Geografia fisica

### Territorio
Il comune di Borgo a Mozzano situato nella Valle del Serchio è un territorio che si estende per 72 km² a circa venti chilometri dalla città di Lucca e circa trenta da Castelnuovo di Garfagnana.
Il suo territorio interessa sia le propaggini finali delle Alpi Apuane sia l'Altopiano delle Pizzorne, che raggiunge i 1000 metri di altitudine e divide il comune dalla pianura lucchese.
L'altitudine sul livello del mare va dai 65 metri della frazione di Valle di Ottavo sino ai 961 metri di Cima Carici.

### Monte Bargiglio
Il monte Bargiglio è situato nel comune di Borgo a Mozzano nella frazione di Cune. Con i suoi 874 metri non è la vetta più alta ma sicuramente la più importante.
Posto in posizione panoramica a cavallo della Valle del Serchio è una delle vette secondarie della catena delle Alpi Apuane.
Sulla cima del monte si trovano i resti dell'antica torre omonima, facilmente raggiungibile percorrendo un comodo sentiero segnalato dal Club Alpino Italiano.

### Il Paese
Il paese di Borgo a Mozzano si estende per circa un chilometro, dalla chiesa della Madonna dei Ferri al Ponte della Maddalena, su tre vie principali, via Roma, via Umberto I e via della Repubblica, coronato da case, orti e giardini.
Il territorio è costituito da una pianura, da piccole colline e da monti che lo circondano e lo difendono dai venti.
Ci sono numerosi torrenti che sfociano nel fiume Serchio.
Sono presenti poi numerose strade, mulattiere e sentieri che collegano il paese alle piccole frazioni vicine.

### Clima
Il clima è temperato per la favorevole posizione del comune nella Valle del Serchio, parallela al mare e protetta ad ovest dalla catena delle Alpi Apuane ed a est dall'Appennino.
La temperatura media annua è 14 °C.
Il mese più freddo è gennaio (2 °C di media) ed i più caldi luglio e agosto (29 °C).
Dal punto di vista legislativo il comune di Borgo a Mozzano ricade nella fascia climatica D in quanto i gradi giorno sono 2020, dunque il limite massimo consentito per l'accensione dei riscaldamenti è di 12 ore giornaliere dal 1º novembre al 15 aprile.
- Classificazione climatica: zona D, 2020 GG[6]

| Borgo a Mozzano Dati dal 1980 ad oggi, opportunamente desunti dai dati della stazione meteorologica di Amendola | Mesi | Mesi | Mesi | Mesi | Mesi | Mesi | Mesi | Mesi | Mesi | Mesi | Mesi | Mesi | Stagioni | Stagioni | Stagioni | Stagioni | Anno |
| Borgo a Mozzano Dati dal 1980 ad oggi, opportunamente desunti dai dati della stazione meteorologica di Amendola | Gen  | Feb  | Mar  | Apr  | Mag  | Giu  | Lug  | Ago  | Set  | Ott  | Nov  | Dic  | Inv      | Pri      | Est      | Aut      | Anno |
| --- | ---- | ---- | ---- | ---- | ---- | ---- | ---- | ---- | ---- | ---- | ---- | ---- | -------- | -------- | -------- | -------- | ---- |
| T. max. media (°C)                                                                                              | 11   | 12   | 15   | 18   | 22   | 26   | 29   | 29   | 26   | 21   | 16   | 12   | 11,7     | 18,3     | 28       | 21       | 19,8 |
| T. min. media (°C)                                                                                              | 2    | 3    | 5    | 7    | 11   | 14   | 17   | 17   | 14   | 11   | 6    | 3    | 2,7      | 7,7      | 16       | 10,3     | 9,2  |
| Precipitazioni (mm)                                                                                             | 74   | 70   | 77   | 80   | 61   | 43   | 24   | 57   | 88   | 120  | 122  | 85   | 229      | 218      | 124      | 330      | 901  |
| Umidità relativa media (%)                                                                                      | 75   | 71   | 70   | 72   | 72   | 70   | 67   | 68   | 71   | 72   | 74   | 76   | 74       | 71,3     | 68,3     | 72,3     | 71,5 |
| Eliofania assoluta (ore al giorno)                                                                              | 3    | 4    | 5    | 6    | 8    | 9    | 10   | 9    | 7    | 6    | 4    | 3    | 3,3      | 6,3      | 9,3      | 5,7      | 6,2  |

## Origini del nome
L'appellativo Mozanus compare per la prima volta in un documento dell'879: «In loco Mozzano prope Decimo».
L'appellativo faceva riferimento oltre al Borgo anche ai paesi vicini ma la determinazione Prope Decimo sembra far riferimento propriamente al Borgo (Diecimo è un paese distante da Borgo a Mozzano circa 2 chilometri).

## Storia

### Medioevo
Un antichissimo ricordo di Borgo a Mozzano è legato ai Suffredinghi, comparsi nel 925, che furono per molti anni signori di molte terre del comune.
Nel 1272 la Repubblica di Lucca fece il Borgo sede di una podesteria.
Legata a Borgo a Mozzano è anche la signoria dei Castracani cessata nel 1369.

#### Cinquecento e Seicento
Borgo a Mozzano, nei primi anni del sedicesimo secolo, stabilisce che si debbano conservare tutte le scritture relative ad esso; quindi si hanno le prime deliberazioni, l'Estimo del 1531 e lo Statuto nel 1539.
Nel 1562 il Borgo diventò capoluogo di Vicaria e in seguito, con l'incorporazione di Cerreto inferiore, iniziò il processo di formazione del comune e della parrocchia.
Fra il 1615 e il 1616 avvenne la definitiva fondazione del comune.
Nel giro di pochi anni venne eretto un ospedale, presente in tutti i comuni dell'epoca, venne formata definitivamente la Parrocchia con la relativa consacrazione della chiesa e formato un piccolo esercito a difesa del comune.
I documenti locali dell'epoca registrano il passaggio di personaggi illustri quali la regina Cristina di Svezia, la Granduchessa Vittoria di Firenze e il cardinale Orazio Spada.

#### Dalla fine della Repubblica di Lucca al Novecento
Nel 1799 le truppe francesi occuparono Lucca sancendo la fine della Repubblica e Borgo a Mozzano ne seguì il destino.
In seguito furono abolite le Vicarie e il territorio lucchese venne diviso in tre cantoni: quello del Serchio con capitale Lucca, quello del litorale con capitale Viareggio e quello degli Appennini con capitale Borgo a Mozzano.
Nel 1808 furono però aboliti i cantoni per lasciare spazio alle prefetture e alle municipalità.
Seguirono i Borboni nel 1817, il Granducato di Toscana nel 1847 ed infine nel 1860 ci fu l'annessione al Regno d'Italia.
Il 13 luglio 1865 Borgo a Mozzano ebbe quindi il suo primo sindaco del Regno d'Italia.
Alla fine del secolo furono costruiti il Ponte Umberto e la ferrovia, due eventi importanti per le comunicazioni dell'intera vallata.

### Il Novecento
Nei territori del comune, durante la Seconda guerra mondiale, furono svolti imponenti lavori per la costruzione di uno sbarramento difensivo tedesco, la Linea Gotica.
Dopo la Liberazione nel 1945 iniziò il periodo della ricostruzione dei ponti (tranne il Ponte della Maddalena che fu fortunatamente risparmiato), delle case e la costruzione dello sbarramento idroelettrico sul Serchio e della centrale idroelettrica in Vinchiana.
Borgo a Mozzano è stata sede di importanti uffici amministrativi quali l'ufficio delle imposte, del registro, la pretura e le carceri fino agli anni settanta quando, per una nuova riforma amministrativa, sono stati soppressi.

### Simboli

Stemma del comune di Borgo a Mozzano

Lo stemma del comune di Borgo a Mozzano è stato concesso con il decreto del presidente della Repubblica dell'11 maggio 2004 e raffigura una torre merlata di color argento posta su una verde collina su uno sfondo azzurro.
La torre ha due finestre e una porta da cui fuoriesce un fiume sinuoso, probabilmente il Serchio. La torre richiama la rocca innalzata dai Suffredinghi, signori della Rocca e di Anchiano intorno all'anno Mille.
(D.P.R. 11.05.2004 concessione di stemma e gonfalone)
Il gonfalone è un drappo di bianco con la bordatura di azzurro.

## Viabilità antica
L'antico sistema viario della valle del Serchio si basava sulla romana Nuova Clodia o Pseudo Clodia (da non confondersi con la Via Clodia) e costituì nel Medioevo un'importante variante al percorso della Via Francigena, nella parte settentrionale della Toscana.
La via Clodia era una strada di origine romana potenziata poi nel periodo longobardo che risaliva il fiume Serchio, entrando nel territorio dell'attuale comune di Borgo a Mozzano, attraversava la Garfagnana e collegava Lucca a Luni e a Parma.
Il tracciato della Clodia, prima di Borgo a Mozzano, oltrepassato Valdottavo, toccava il paese di Diecimo che era un importante nodo viario in quanto si congiungeva alla Via Francigena nel tratto Camaiore-Lucca.
Dopo aver toccato Borgo a Mozzano la Clodia saliva sino alla Pieve di Cerreto proseguendo, in alta quota, verso la Rocca.
L'antica strada presentava poi delle varianti specialmente per i viandanti diretti dalla Garfagnana verso Lucca.
Infatti, da Cerreto, una mulattiera scendeva al Ponte di Chifenti, oggi detto del Diavolo, e attraversandolo questa proseguiva sulla riva sinistra del Serchio per poi risalire a Corsagna.
La Via Clodia doveva anche collegarsi con il ponte di Calavorno, importante punto di confluenza del sentiero che portava alla Foce a Giovo ed in Emilia.
Borgo a Mozzano è sulla Via del Volto Santo.

## Monumenti e luoghi d'interesse

### Architetture religiose

#### Chiesa di San Rocco

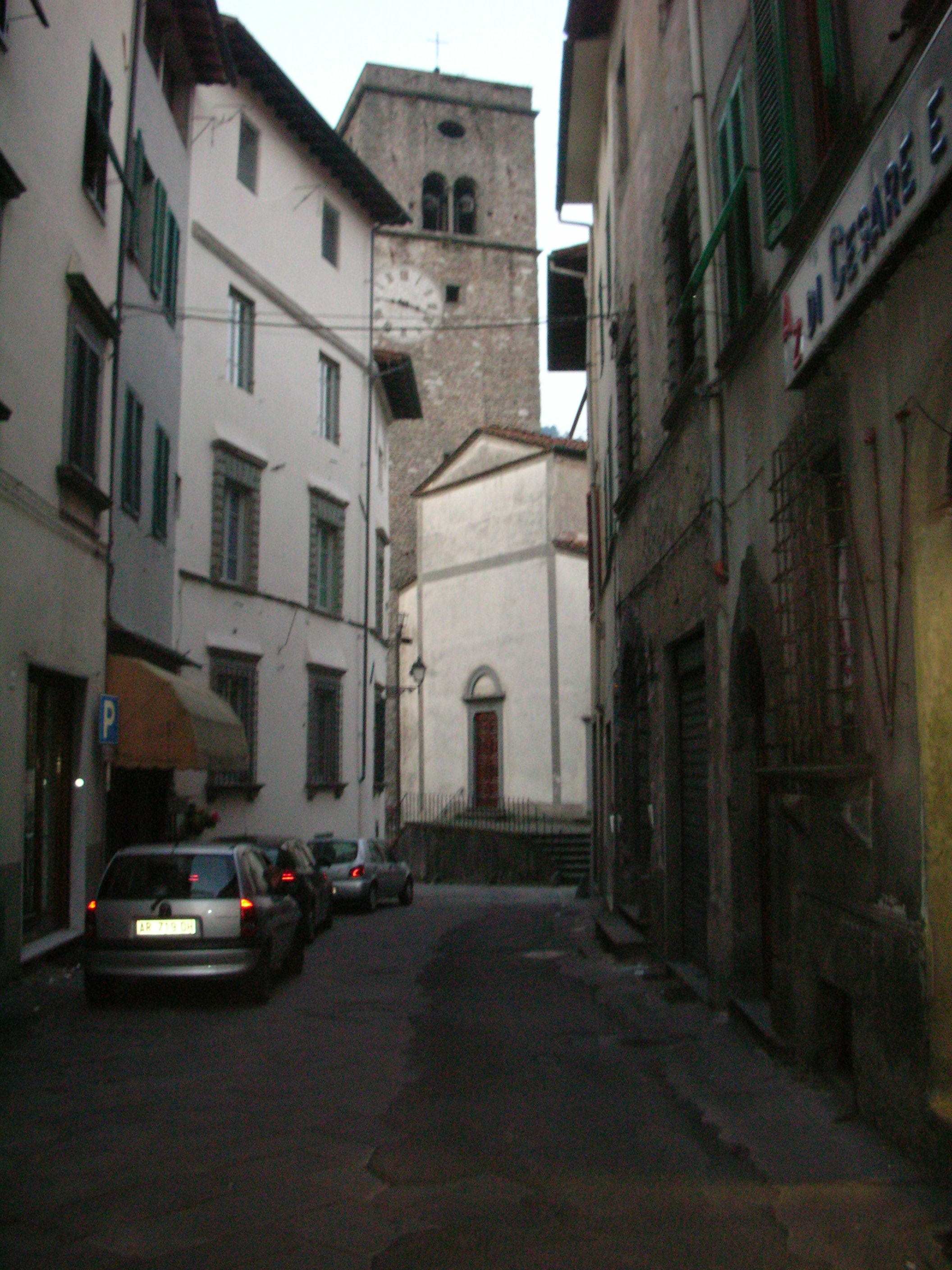
La chiesa di San Jacopo a Borgo a Mozzano

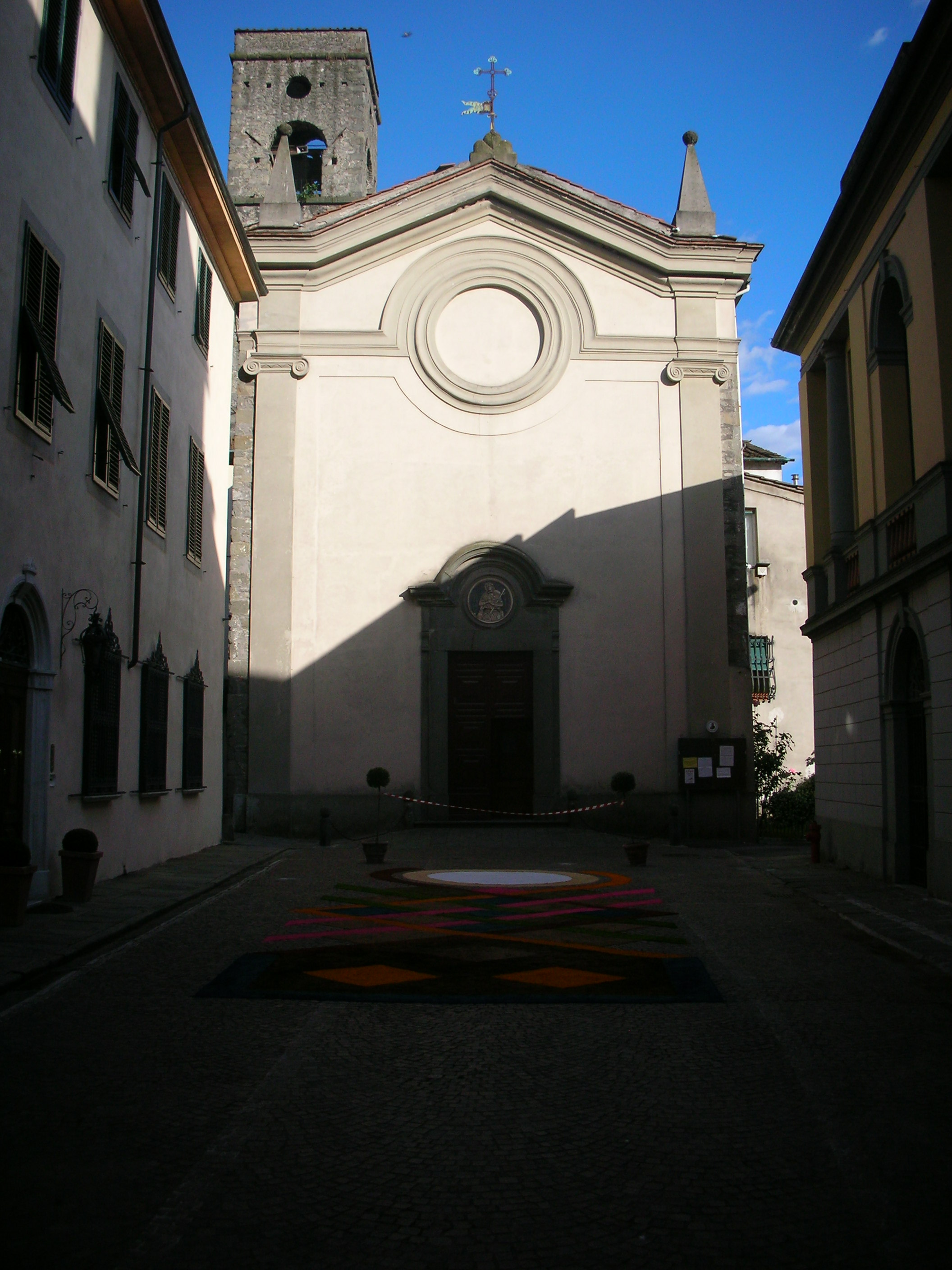
Chiesa di San Rocco con una composizione floreale sulla piazza di fronte

La chiesa di San Rocco fu edificata nel 1760 sul luogo in cui sorgeva il cinquecentesco oratorio di San Sebastiano.
L'interno, di stile barocco e a croce latina, ospita opere di Gaspare Mannucci, Pier Filippo Mannucci e Giovan Domenico Ferrucci.

#### Chiesa di San Jacopo
L'edificio, a tre navate, sorse tra l'XI e il XII secolo e conserva pregevoli opere d'arte.

#### Chiesa del Santissimo Crocifisso
Questo edificio religioso sorge nel centro del paese e vi è conservata un'immagine di Gesù Crocifisso del XVI sec. che secondo la tradizione salvò la popolazione dalla peste del 1630.

#### Convento di San Francesco

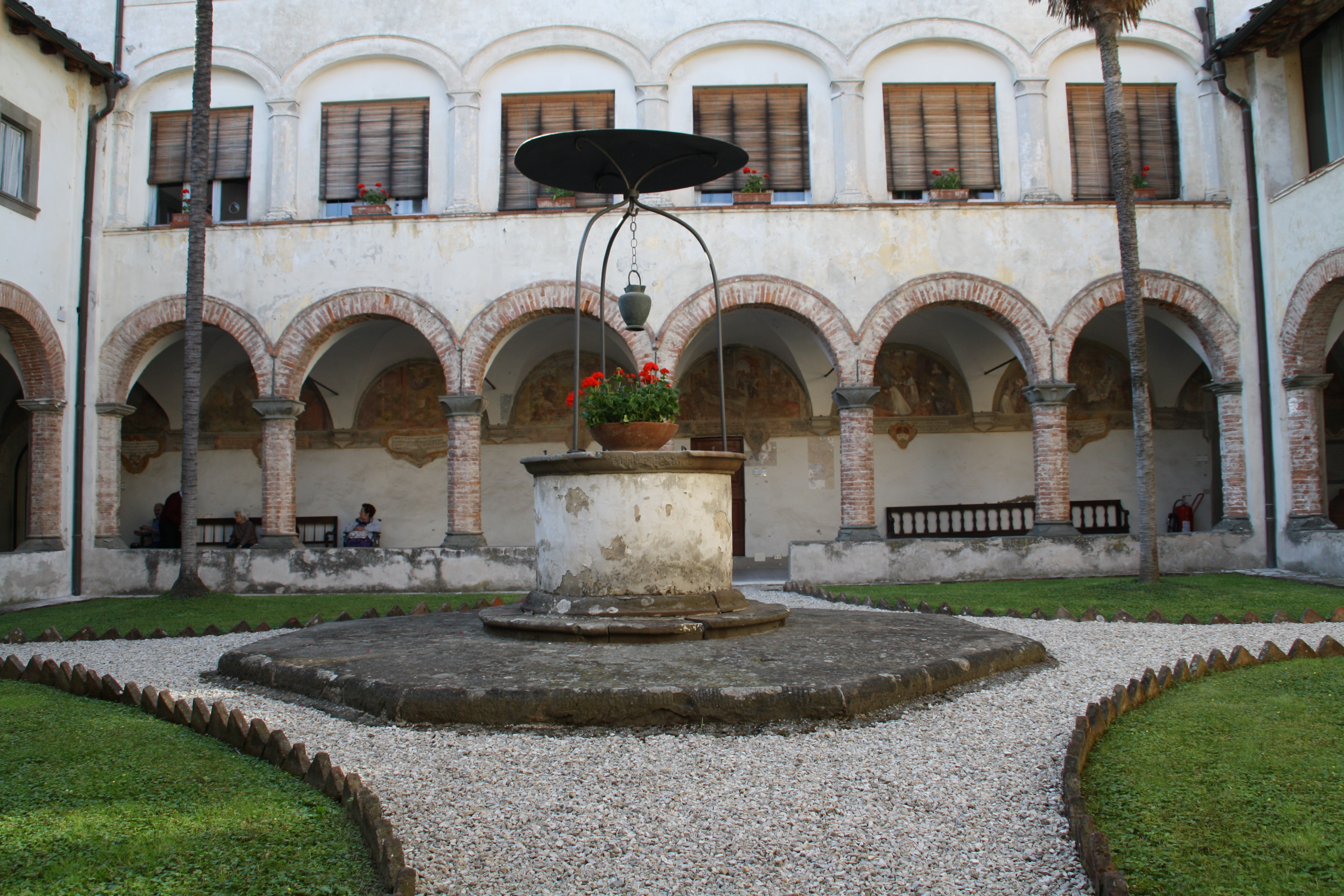
Vista del chiostro del Convento di San Francesco

Il convento di San Francesco venne costruito nel 1524 da alcuni Minori Osservanti e, tra il 1596 e il 1597, ceduto ai Riformati
Abitato fino agli anni ottanta dai frati minori francescani, è oggi una RSA per l'accoglienza di anziani, fragili e persone non più autosufficienti. La chiesa ospita alcune opere d'arte tra le quali un a pala di Pietro Ricchi. Il chiostro adiacente è stato affrescato nel Seicento da Domenico Manfredi con Storie di san Francesco d'Assisi.

#### Madonna delle Grazie detta "Dei Ferri"

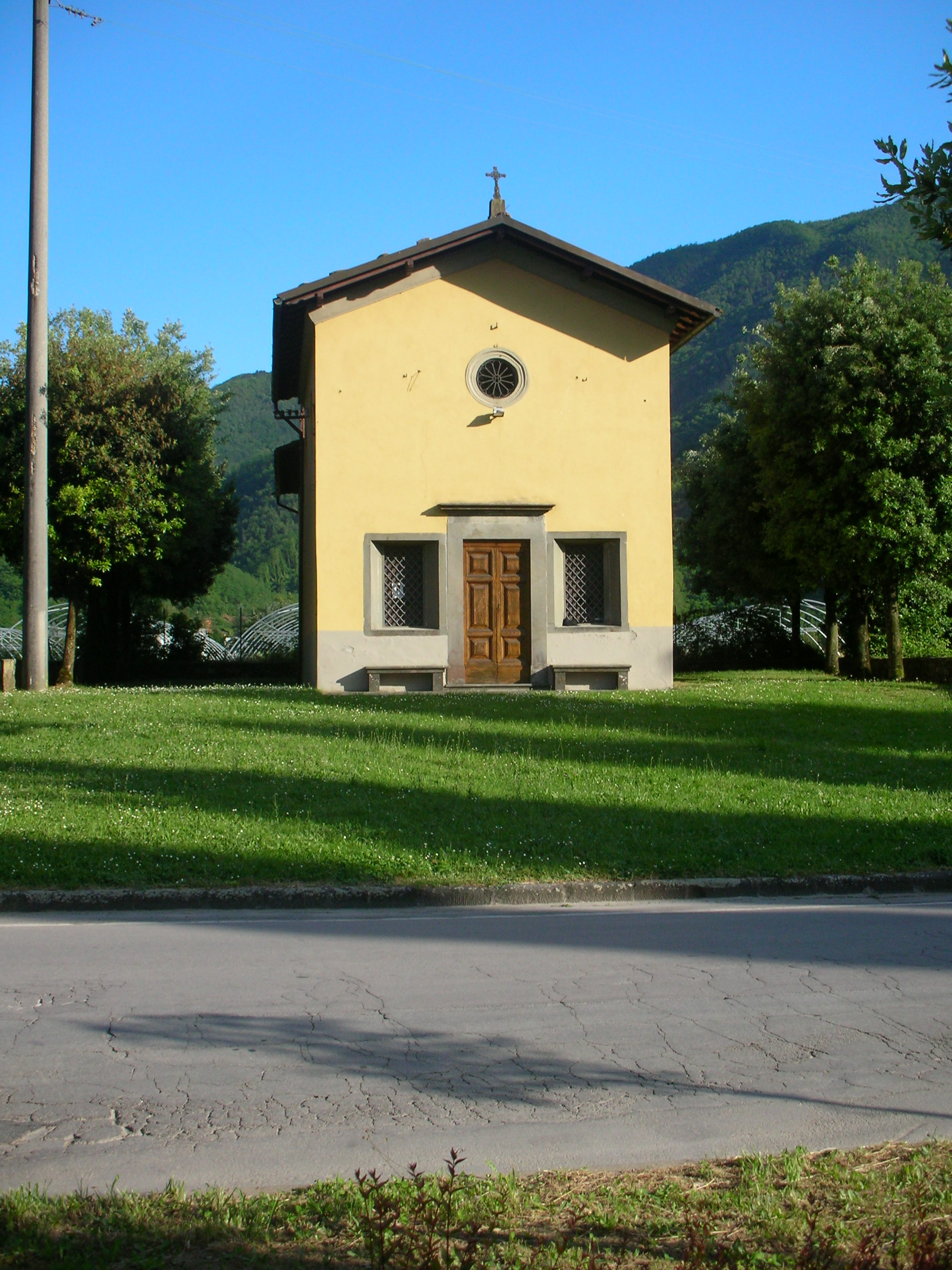
Madonna delle Grazie detta "Dei Ferri"

Antonio Lunardi, durante il sedicesimo secolo, aveva costruito un piccolo tempio alla Madonna delle Grazie, dipinta sul muro del tempio stesso.
L'immagine aveva riscosso un forte pellegrinaggio di tutta la popolazione di Borgo a Mozzano e dei paesi limitrofi.
In seguito, quindi, per la stessa immagine fu costruito un Oratorio più decoroso e in un luogo più centrale, dove si trova attualmente oggi.
I lavori, sotto la direzione di Pellegrino Lunardi, figlio di Antonio, terminarono l'8 aprile del 1597.
L'immagine della Madonna delle Grazie, secondo la tradizione, rappresenterebbe la Madonna nell'atto di spostare il Santo Bambino dalla mano destra a quella sinistra.
Essa, mancante di prospettiva ed eseguita probabilmente da un pittore poco esperto, è rovinata dal tempo e dai restauri.
L'oratorio, anticamente detto "del solco", prese il nome "dei ferri" da una ringhiera che vi fu posta davanti.
La Madonna delle Grazie è la patrona del comune di Borgo a Mozzano e ogni tre anni in suo onore si tiene una solenne festa detta "triennale".

#### Altre chiese
- Chiesa dei Santi Giusto e Clemente a Partigliano
- Pieve di Santa Maria a Diecimo
- Chiesa di San Michele Arcangelo a Corsagna
- Chiesa di San Pietro ad Anchiano
- Chiesa dei Santi Pietro e Paolo a Valdottavo
- Chiesa di San Frediano a Chifenti
- Chiesa di San Giovanni Battista a Pieve di Cerreto
- Chiesa di San Giovanni Battista a Cerreto, che ha preso il posto e la dedicazione della Pieve di Cerreto.
- Chiesa dei Santi Giusto e Clemente a Puticiano, ruderi

### Architetture storiche

#### Torre del Bargiglio
- La Torre del Bargiglio venne costruita nel medioevo e fungeva da ottimo punto di osservazione e controllo del territorio, compresa l’importante strada che passava in basso e per proteggere in caso di necessità, la piccola comunità che viveva nei casolari vicini. Il suo ruolo principale fu però quello di comunicare con Lucca per segnalare eventuali scorrerie e disordini. Grazie a questa funzione è soprannominata l'Occhio di Lucca.

#### Linea Gotica

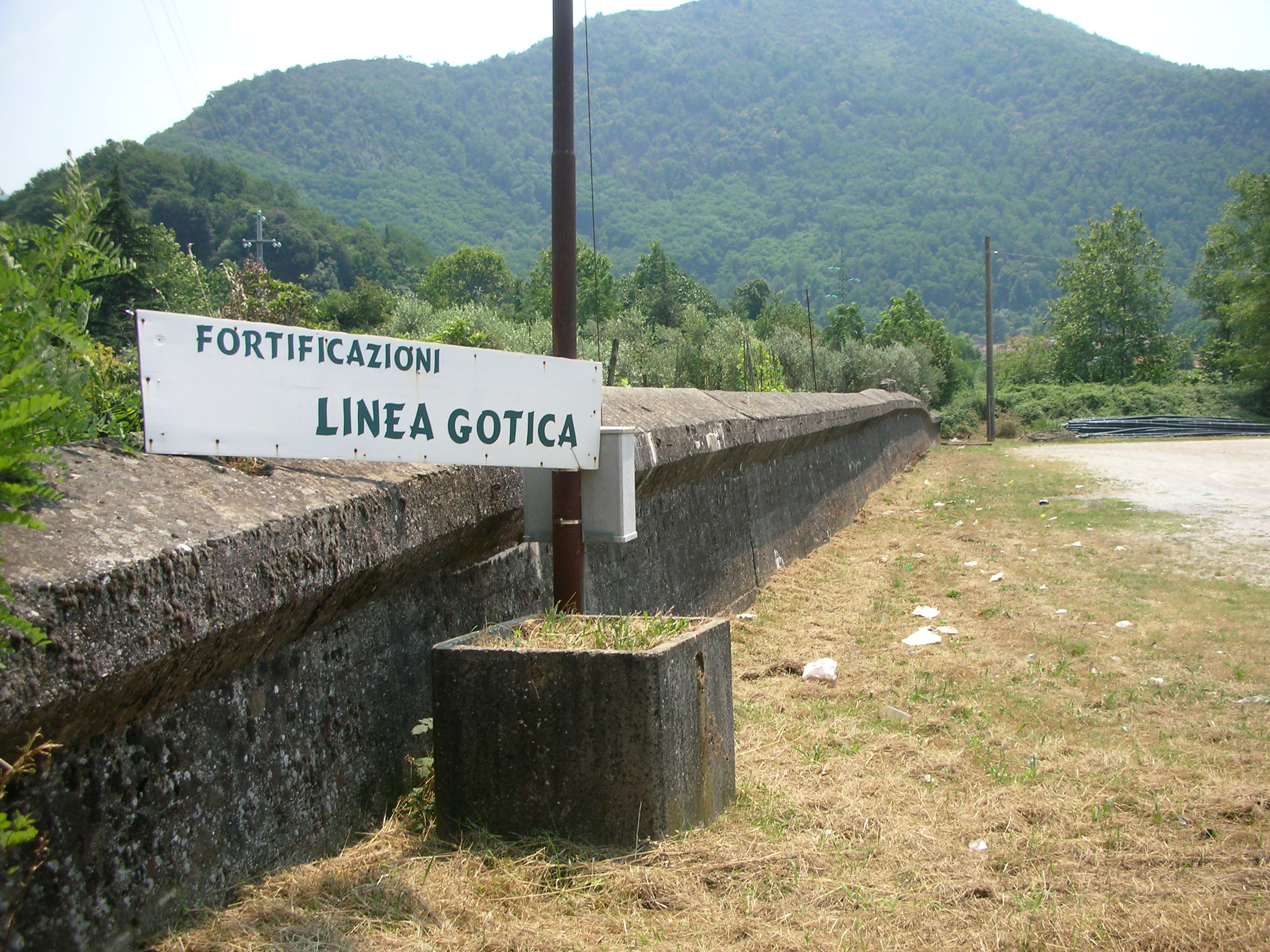
La Linea Gotica a Borgo a Mozzano

La Linea Gotica era una linea difensiva tedesca nella Seconda guerra mondiale che si estendeva per oltre 320 chilometri tagliando la penisola italiana dalla valle del fiume Magra a Pesaro con l'obbiettivo di rallentare l'avanzata degli alleati.
Nella Valle del Serchio la fortificazione interessava tutto il territorio che va dal morianese fino a Borgo a Mozzano.
Quest'ultimo oggi è l'unico sito in grado di mostrare una visione completa di come era strutturata la Linea Gotica.
Lo stato di conservazione infatti è eccellente e la Linea Gotica in questo punto è pressoché intatta.
Furono inoltre numerose le fortificazioni, i bunker, le gallerie, valli anticarro e campi minati, tutte opere scavate nella roccia che mantengono ancora oggi il loro aspetto originario.
L'intera opera fu portata a compimento dall'Organizzazione Todt che utilizzò circa 15.000 operai, alcuni reclutati sul posto come volontari ed altri coatti, catturati durante la guerra.
Il piccolo paese di Anchiano, poco distante dal Borgo, fu utilizzato pure come campo di concentramento da cui transitavano i deportati per la Germania.
Un apposito comitato organizza visite guidate presso le piazzole, i bunker e le gallerie. Esiste anche un Museo della memoria.

### Ponte del Diavolo

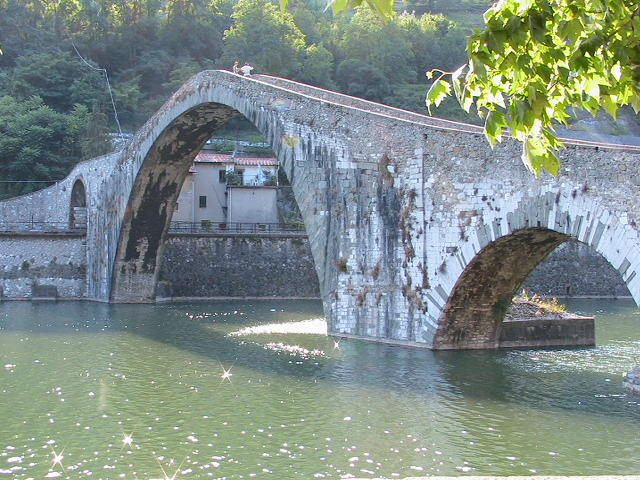
Vista del Ponte del Diavolo

Il Ponte della Maddalena, comunemente detto "Ponte del Diavolo", risale al XII-XIII secolo ed è un'opera architettonica imponente, che attraversa il fiume Serchio con tre arcate asimmetriche.
Il ponte fu fatto costruire dalla contessa Matilde di Canossa e fatto restaurare da Castruccio Castracani.
Nei primi anni del Novecento, sulla parte destra del ponte, fu eretto un nuovo arco per consentire la costruzione della ferrovia.
Il ponte è detto "del Diavolo" per un'antica leggenda popolare.
Il costruttore, non riuscendo ad innalzare l'arco maggiore portando così a compimento l'opera, implorò l'aiuto del Diavolo.
Questi concesse la sua collaborazione, in cambio della prima anima che avesse attraversato il ponte.
Grazie al Diavolo così il ponte fu costruito in una sola notte.
Furbescamente il costruttore però mandò un cane a correre su per il ponte.
Il diavolo ormai ingannato scomparve nelle acque del fiume Serchio accontentandosi dell'anima di una bestia.

## Società

### Evoluzione demografica
Abitanti censiti

### Etnie e minoranze straniere
Secondo i dati ISTAT al 31 dicembre 2018 la popolazione straniera residente era di 516 persone.
Le nazionalità maggiormente rappresentate in base alla loro percentuale sul totale della popolazione residente erano:
- Marocco 115 1,65%
- Romania 109 1,57%

## Cultura

### Biblioteca
La Biblioteca Comunale di Borgo a Mozzano "F.lli Pellegrini" è un'istituzione importante per la vita culturale del comune.
Essa ha un patrimonio di circa 13000 volumi, disponibili per il prestito e tutti catalogati.
Offre la possibilità di lettura e consultazione in sede, un abbonamento a 25 riviste scientifiche e ai maggiori quotidiani nazionali e una postazione internet per gli utenti.
Attualmente la Biblioteca è costituita da due sale e da un ufficio.
La prima sala è destinata alla sezione ragazzi, ai prestiti, alle riviste e alla postazione internet.
La seconda sala è utilizzata come sala lettura e sala riunioni.
In programma c'è la costruzione di una nuova sede che consentirà alla Biblioteca di ampliare lo spazio ed il patrimonio documentario.
La Biblioteca di Borgo a Mozzano è la principale nel Sistema Bibliotecario intercomunale dei Comuni della Media Valle del Serchio.

### Musei
Il museo civico di Borgo a Mozzano ha sede in piazza Marconi ed è un settore del Museo della Memoria. Tutto il territorio di Borgo a Mozzano è ricco di reperti archeologici.
Sono emersi dal 1965 ad oggi molti oggetti antichi ornamentali, strumenti litici, monete e vasellame, manufatti di epoca preistorica, etrusca, romana e ligure.
Il museo ha lo scopo di presentare ed ampliare la conoscenza del territorio a livello culturale e storico.

#### Museo della memoria
Istituito nel 2005 per raccogliere i reperti bellici e i documenti relativi alla costruzione della Linea Gotica nella Valle del Serchio nel territorio di Borgo a Mozzano. Il comitato per il recupero e valorizzazione delle fortificazioni organizza visite guidate ai manufatti sparsi sul territorio che rappresentano un unicum di ingegneria militare.

### Osservatorio astronomico
L'osservatorio astronomico di Monte Agliale è una struttura pubblica che sorge presso il paese della Cune nel comune di Borgo a Mozzano.
Più precisamente l'infrastruttura è stata realizzata su una collina (Monte Agliale) a circa 750 metri di altezza nella frazione della Cune.
L'edificio telescopico consiste in un tetto scorrevole con la relativa stanza alloggiata con la strumentazione.
Accanto a questo sorge un secondo immobile destinato a sala conferenze e riunioni.
Le attrezzature appartengono al GRA (Gruppo Ricerche Astronomiche) mentre la gestione della struttura è affidata ad un comitato costituito da rappresentanti del comune di Borgo a Mozzano.
Dall'osservatorio sono state effettuate diverse scoperte di asteroidi e supernovae oltre che l'analisi e l'osservazione di comete.

### Scuola civica di musica
Nei primi anni ottanta a Borgo a Mozzano esisteva un'Associazione Scuola di Musica che operò per 16 anni.
Nel 1999, per iniziativa dell'amministrazione comunale e del presidente di quest'ultima Ivana Salotti, è stata costituita la Scuola Civica di Musica "Marco Salotti" di Borgo a Mozzano.
Attualmente la Scuola offre 17 classi strumentali: 5 di pianoforte, 4 di teoria e solfeggio e una di chitarra, saxofono, batteria, violino, flauto e canto moderno e lirico.
Le lezioni si svolgono settimanalmente, collettivamente per teoria e solfeggio ed individualmente per lo strumento.
A fine anno si svolgono le audizioni ed i saggi di classe.
La Scuola Civica di Musica è una realtà fra le più significative della Valle del Serchio e vanta circa 140 allievi.

### Eventi

#### Festa di Halloween
La festa di Halloween ha preso spazio ed importanza anche a Borgo a Mozzano.
Ormai da 17 anni si celebra tale festa riscuotendo un notevole successo soprattutto grazie alla sua ambientazione paesana.
L'evento si svolge all'interno del paese tra le vie del centro storico.
Molteplici sono le leggende, le storie, le fantasticherie ed i misteri che costellano il territorio della Lucchesia e il successo della festa deriva anche da questo.
Prima fra tutte la leggenda della nobildonna Lucida Mansi che in cambio di trent'anni di bellezza patteggiò la sua anima con il Diavolo.
Ogni anno viene riproposta la leggenda con il passaggio di entrambi attraverso il centro storico in un corteo di demoni e sputafuoco.
Alla fine del corteo, in una tetra rappresentazione, l'anima di Lucida viene fatta cadere dall'arcata maggiore del Ponte del Diavolo fino a sprofondare nel fiume sottostante rappresentante gli inferi.
Attrazione della serata è anche il "Passaggio del Terrore", un percorso horror-thriller costituito da più di 10 scenografie dove attori di tutte le età interpretano strani personaggi.
Oltre al "Passaggio del Terrore" si trovano in tutto il paese altri spettacoli di vario genere.
La festa fa registrare circa 40.000 visitatori ogni anno.

#### La Baldoria
La Baldoria è un'antica festa che si tiene nel piccolo paese di Cerreto sovrastante Borgo a Mozzano per festeggiare l'inizio della primavera e la fine dell'inverno con un grande falò costruito intorno alla torre campanaria. Come da tradizione, ogni anno gli abitanti del paese portano fascine di ulivo, rami di scopa ecc. nella piazza della chiesa, dove vengono ammassate e poi bruciate nella serata della Baldoria. Dopo l'accensione, si crea una suggestiva colonna di fuoco che circonda il campanile e lambisce le case.
La tradizionale accensione della "Baldoria" avviene ogni anno 15 giorni dopo la domenica di Pasqua.
Ogni due anni invece avviene la festa biennale con una bellissima illuminazione del paese attraverso lumini appesi lungo tutta la collina circostante.

#### Festa dell'Azalea
In aprile si svolge la Mostra Mercato Azalea comunemente detta "Festa dell'Azalea".
La nascita di questo evento risale al 1970 quando fu organizzata la prima mostra dal Centro Studi Agricoli dell'allora Shell Italiana, in collaborazione con il comune di Borgo a Mozzano.
Intorno agli anni sessanta il Centro Studi Agricoli aveva notato, dopo un'indagine fatta nel territorio di Borgo a Mozzano, che in ogni casa ed in ogni cortile vi erano numerose piante di Azalea che si sviluppava e si riproduceva spontaneamente e con grande facilità in tutto il territorio.
La prima festa ebbe circa 282 piante di azalea in mostra con la collaborazione di 72 coltivatori amatoriali.
Il Centro Studi Agricoli in seguito aiutò coloro che erano disponibili ad intraprendere l'attività di floricoltura di tale pianta, fornendo loro assistenza tecnica per avviarne la coltivazione e la relativa commercializzazione.
Da allora ogni anno nel mese di maggio venne celebrata la festa fino al 1975 quando divenne una "biennale".
Nel 2006 la manifestazione è tornata ad essere un appuntamento annuale.
La "Festa dell'Azalea" è ormai diventata l'emblema di Borgo a Mozzano ed è conosciuta in tutto il territorio nazionale.

#### Festival della Birra
Il "Festival della Birra", ora divenuto "Festival" di Borgo a Mozzano, è una rassegna enogastronomica che si svolge ogni anno nel mese di luglio presso il Campo Sportivo di Borgo a Mozzano.
Il festival offre oltre alla gastronomia italiana anche quella tedesca, pizzeria, ristorante e paninoteca.
Tutti i giorni inoltre è garantita musica con un'area liscio e una dedicata all'intrattenimento rock e la birra con oltre trenta tipologie differenti sparse nei vari stand.

## Geografia antropica

### Valdottavo
Valdottavo, fondata nel 752 d.C., è il paese più antico del comune di Borgo a Mozzano.
Il suo nome ha origine in epoca romana e significa "distante otto miglia da Lucca."
Il paese è caratterizzato da edifici "Liberty" come il Teatro Colombo, costruito nel 1913.
La chiesa parrocchiale intitolata a San Pietro e Paolo mantiene integra ancora oggi la facciata originaria.
Valdottavo si snoda lungo il piccolo torrente Celetra e dista dal capoluogo circa 7 chilometri.

### Diecimo
L'antico paese di Diecimo si snoda a pochi chilometri dal capoluogo di Borgo a Mozzano lungo la provinciale Lodovica.
Si estende per circa un chilometro da sud-ovest a nord-est sulla destra del fiume Serchio.
All'inizio della vallata di Diecimo sorge la struttura architettonica più importante del paese, la Pieve di Santa Maria. La chiesa è a tre navate e risale al VI secolo.
L'abside è ornato da sculture medievali e l'architrave del portale fu eseguito dallo sculture Biduino.
La chiesa conserva ancora oggi parte dell'antico corredo presbiteriale, una colonna e due capitelli di origine longobarda.
Nel centro del paese si trova anche la chiesa del Carmine, la casa natale di San Giovanni Leonardi, oggi un museo, e la Piazza con la Torre di Castruccio.

### Cerreto

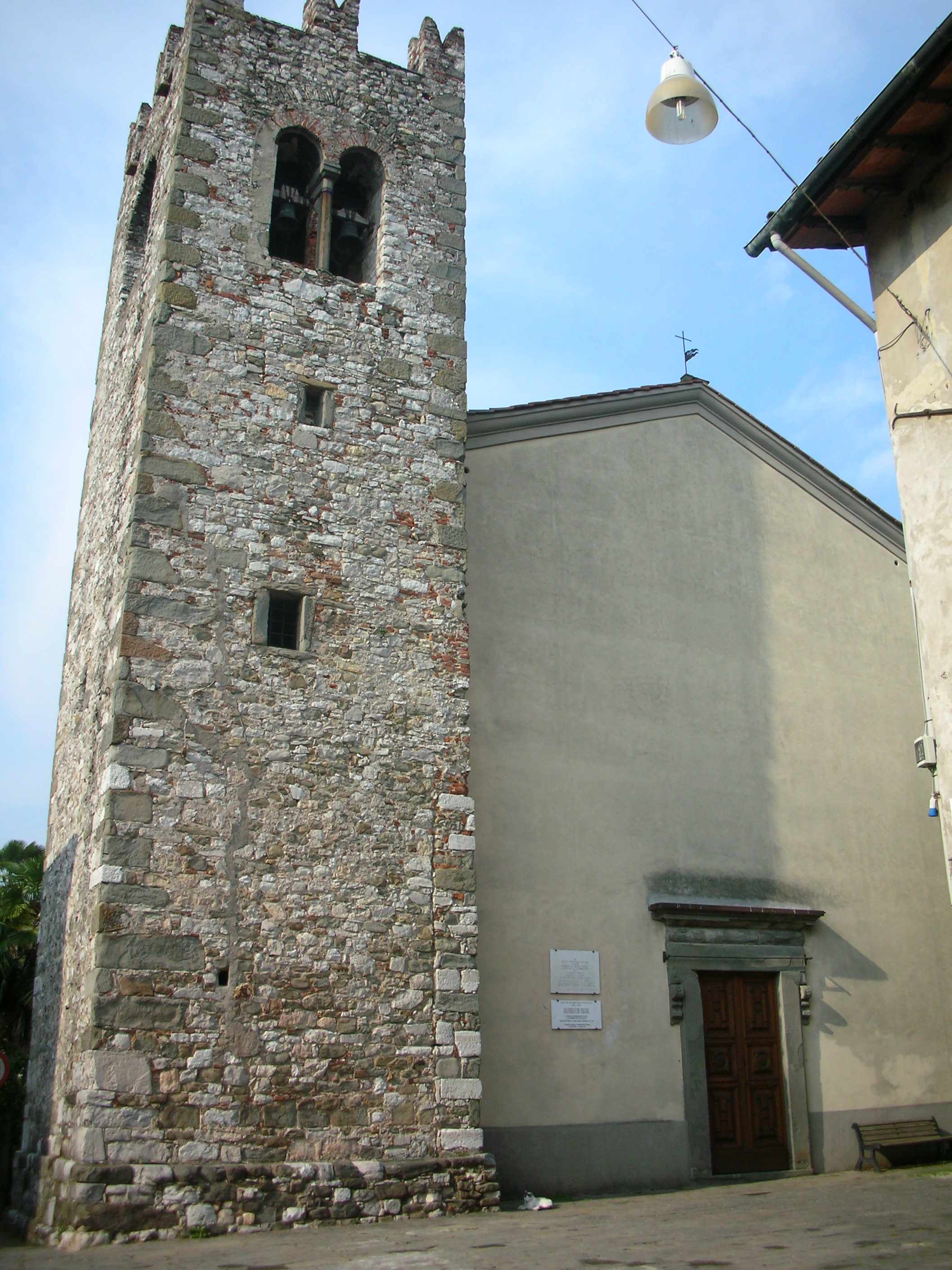
La chiesa di San Giovanni Battista a Cerreto

Il paese di Cerreto si sviluppa longitudinalmente sul dorso di un colle a circa 144 metri sul livello del mare, poco al di sopra di Borgo a Mozzano.
Cerreto conserva il suo antico aspetto ancora oggi, con la strada in ciottolato che si sviluppa lungo il centro del paese arrivando alla chiesa di San Giovanni Battista.
Questa, costruita intorno al 1660, conserva al suo interno un simulacro in legno della Madonna col Bambino del XV secolo.
Poco distante dalla chiesa si trova l'oratorio di San Rocchino, restaurato nel 1939. Inoltre, è tutt'oggi visibile la casa estiva di Santa Gemma Galgani, situata nel centro del piccolo borgo di Cerreto e riconoscibile da una targa sulla facciata. Cerreto è caratterizzato anche dalla presenza di diverse stradine e mulattiere che lo collegano al vicino capoluogo e alle colline circostanti.
Risalendo la collina si può ammirare l'antica Pieve di Cerreto intitolata a San Giovanni.
Oggi si può raggiungere il paese di Cerreto grazie a una strada asfaltata, mentre un tempo solo grazie a una ripida mulattiera, presente tuttora ed in perfetto stato.
Il nome Cerreto sembra derivare dai folti boschi di cerri che circondano le colline, oggi sostituiti in parte dagli ulivi.

### Rocca

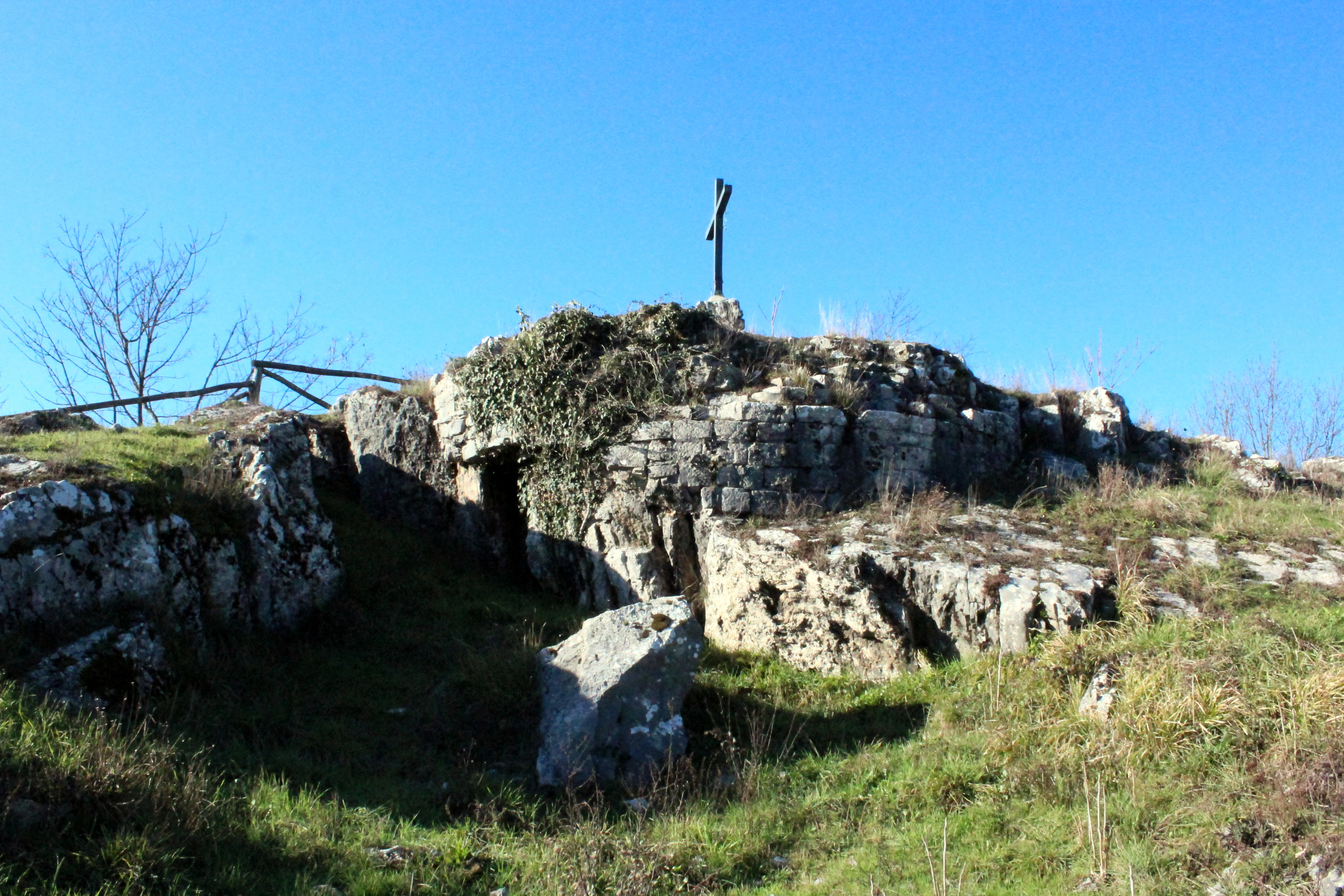
Castello della Rocca

Il paese della Rocca sorge a 314 metri sul livello del mare, costruito su di un ripido pendio di una collina.
Nato come fortezza nel Medioevo, domina la valle del Serchio e della Lima.
Grazie alla sua posizione strategica fu feudo dei Suffredinghi.
Il paese mantiene le caratteristiche dell'antico borgo medievale con le case accavallate le une sulle altre, arcate in pietra e con strade strette in ciottolato.
In cima alla collina del paese sono presenti i ruderi della vecchia fortezza e della vecchia torre circolare.
La chiesa del paese fu costruita tra l'XI e il XII secolo e da essa si può accedere direttamente alla spaziosa canonica, un tempo sede dei Suffredinghi e degli Antelminelli.
All'inizio del paese si trova la chiesetta degli Alpini, al cui interno, sulle pareti, sono scritti i nomi dei caduti e dei dispersi in guerra del Comune di Borgo a Mozzano.

### Oneta

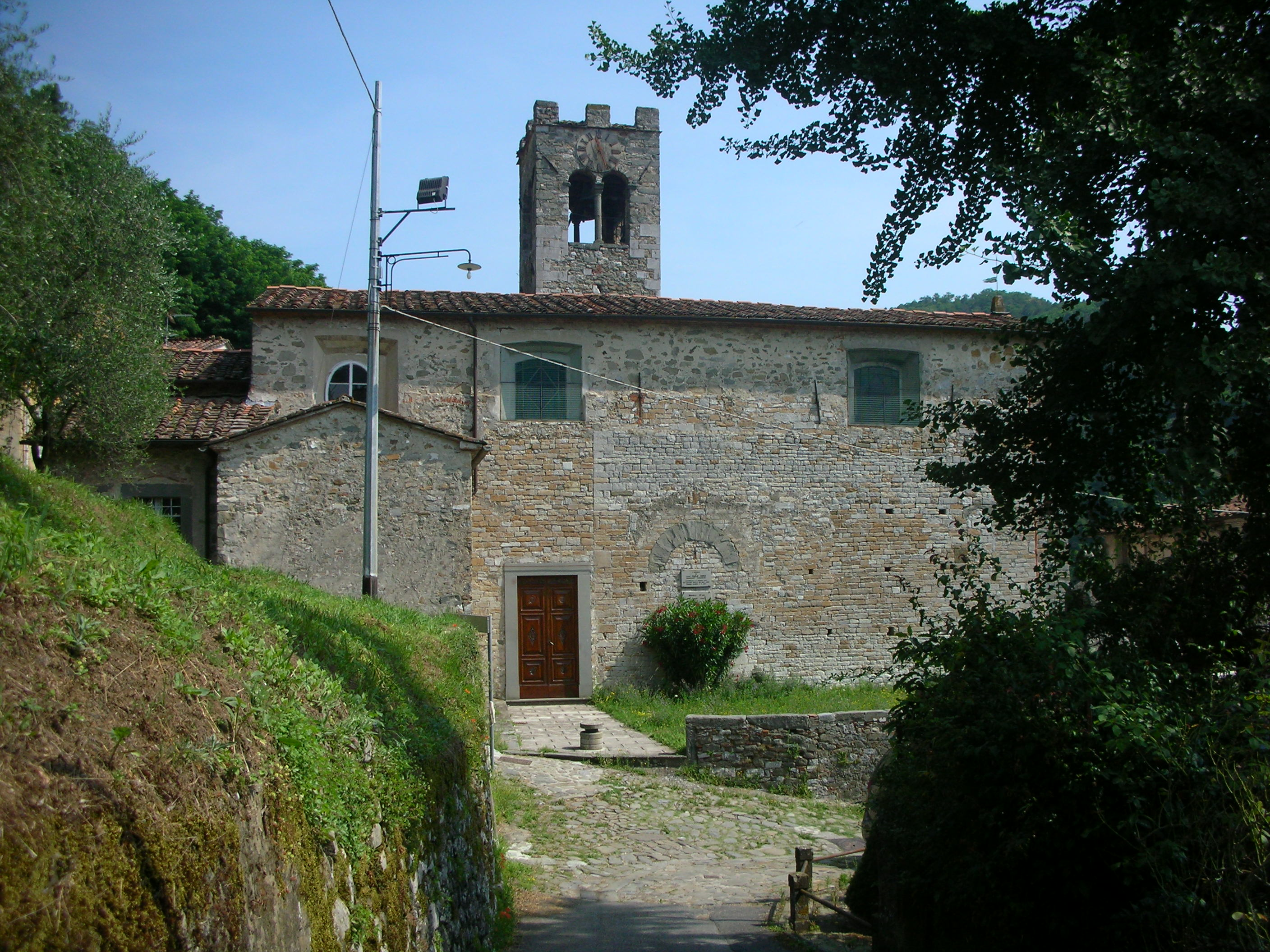
La chiesa di San Ilario ad Oneta

Il paese di Oneta dista pochi Km da Borgo a Mozzano ed è situato tra le montagne. Esso gode di una posizione panoramica eccezionale e fu in epoca antica feudo di Francesco Castracani e dei Suffredinghi.
La chiesa, intitolata a San Ilario, si trova al centro del paese e nel suo interno è conservata una statua lignea di Santa Cristina ed un Crocifisso ligneo di pregevole fattura.
Nel paese sorgono anche due oratori recentemente ristrutturati ed un lavatoio in pietra coperto.

### Cune
Il paese della Cune è poco distante da quello di Oneta e sorge alle pendici del monte Bargiglio a circa 650 metri sul livello del mare.
Il paese originariamente era costruito più in alto, dove oggi sorge il Romitorio di San Bartolomeo.
Anch'esso, come Oneta, gode di una posizione panoramica invidiabile e mantiene caratteristiche urbanistiche seicentesche.
La chiesa del paese è intitolata a San Bartolomeo e al suo interno sono conservate alcune opere d'arte tra le quali tele della scuola dei Marracci, una statua lignea di San Bartolomeo, eccezionalmente quasi del tutto conservata nella policromia originaria e ricavata da un blocco di legno scavato sul retro, cosa che gistifica una certa rigidità ed essenzialità della figura. L'iscrizione sul basamento informa sul nome dei committenti, sull'autore della dipintura, un certo Johannes de Petrasancta e sulla datazione, purtroppo mutila, M.CCC […] XIII, da sciogliersi come 1333 o 1343. La chiesa conserva anche una croce in argento e un dipinto su tavola del XV secolo.
Sotto Cune, in località Catureglio, sorge l'antica Villa Mansi, oggi residenza privata, un tempo residenza estiva della famiglia Mansi.

### Anchiano
Il paese di Anchiano si trova alle pendici del monte Gallione a circa tre chilometri da Borgo a Mozzano.
Anch'esso, come la Rocca ed Oneta, fu roccaforte dei Suffredinghi nel Medioevo e fu caposaldo della Linea Gotica nella Seconda guerra mondiale.
Ancora oggi esistono intatte le fortificazioni, composte da diverse stanze in ottimo stato di conservazione.
Nella parte più elevata del paese sorge la chiesa parrocchiale intitolata a San Pietro.
L'interno, a crociera, presenta sulla cupola decorazioni attribuite a Fazzi e Lamberti.
Anchiano urbanisticamente mantiene la sua struttura medievale con arcate, strade strette, aie e corti.

### Chifenti

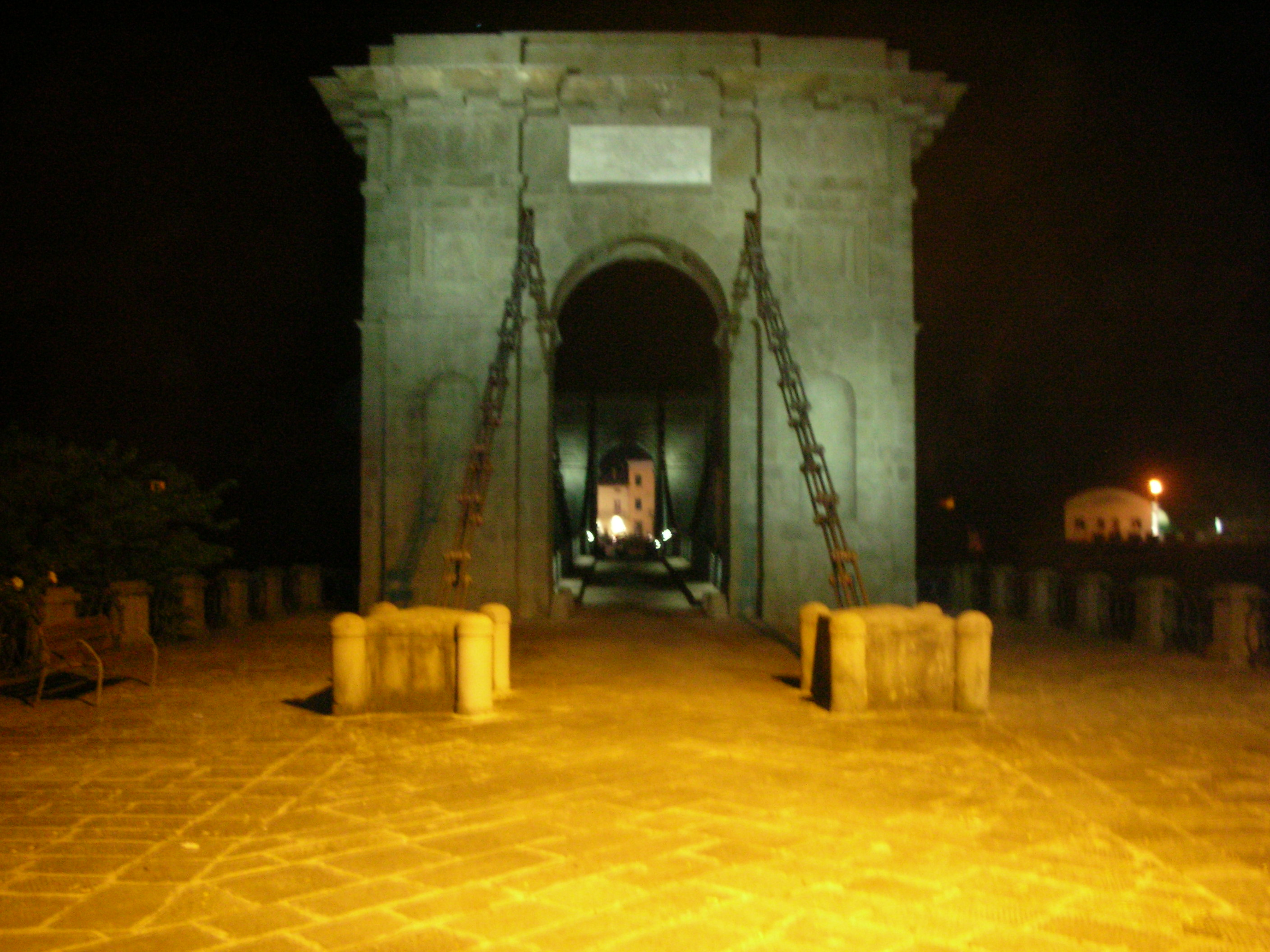
Il Ponte delle Catene a Chifenti

Il paese di Chifenti si trova a circa un Km da Borgo a Mozzano. Il monumento che ha reso celebre questa frazione del comune è il famoso Ponte delle Catene progettato dall'architetto Lorenzo Nottolini. Il ponte fu costruito per collegare Chifenti con il paese di Fornoli e fu iniziato nel 1839 e portato a compimento nel 1860. L'opera si basava sull'innovativo uso del ferro, tramite la sospensione con le catene, e su un complesso meccanismo sotterraneo che teneva in tensione le catene stesse. Tuttavia l'opera rispondeva ai criteri estetici del classicismo allora dominante.
I due archi che si trovano alle estremità del ponte hanno la funzione di tenere in tensione le catene stesse. Il ponte fu gravemente danneggiato durante la Seconda guerra mondiale e fu ricostruito secondo il disegno originario nel dopoguerra.
La parte più antica di Chifenti con vie in ciottolato, archi e volte si sviluppa però intorno alla chiesa di San Frediano. Essa conserva opere d'arte pregevoli della scuola di Giotto e del Civitali e una tela del pittore lucchese Paolo Biancucci.

### Corsagna

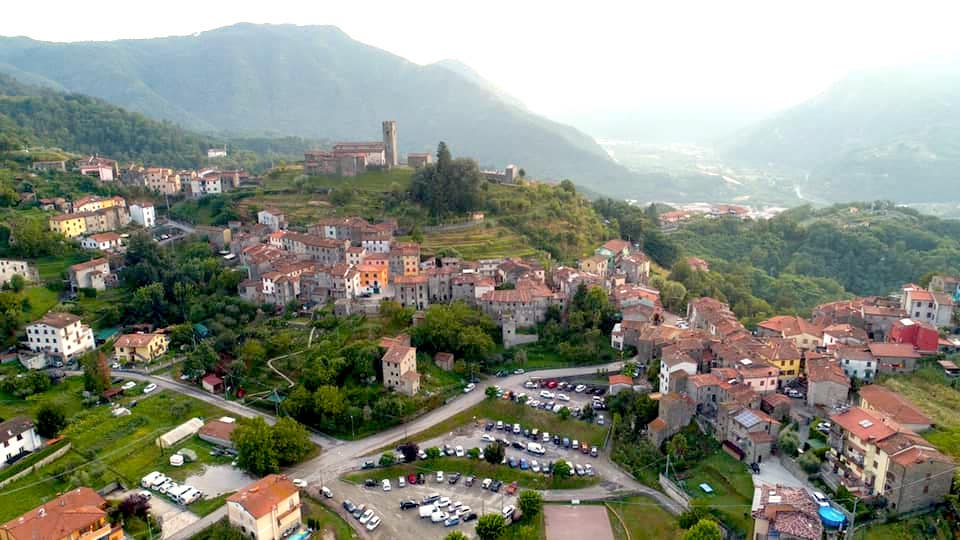
Vista panoramica del paese di Corsagna

Corsagna è una delle frazioni più popolose del comune di Borgo a Mozzano ed è situata a circa 400 metri d'altitudine alle pendici dell'altopiano delle Pizzorne. Il borgo è caratterizzato dalla presenza di numerosi corti ed è suddiviso in vari rioni: Pozzo, Verace, Postabbio, Fucina, Piazza, Cantone, Fabbriche e Lama.
Il punto più in alto del paese è dominato da una possente torre che domina la Media Valle del Serchio, oggi un campanile della chiesa parrocchiale a tre navate intitolata a San Michele Arcangelo.

## Infrastrutture e trasporti

### Infrastrutture viarie
Borgo a Mozzano è attraversato dalla provinciale Lodovica che congiunge la piana di Lucca con la Garfagnana e dalla Strada statale 12 dell'Abetone e del Brennero che congiunge la piana di Lucca con la provincia di Pistoia. Sulla stessa sono effettuate autocorse in servizio pubblico a cura di Autolinee Toscane.

### Ferrovie

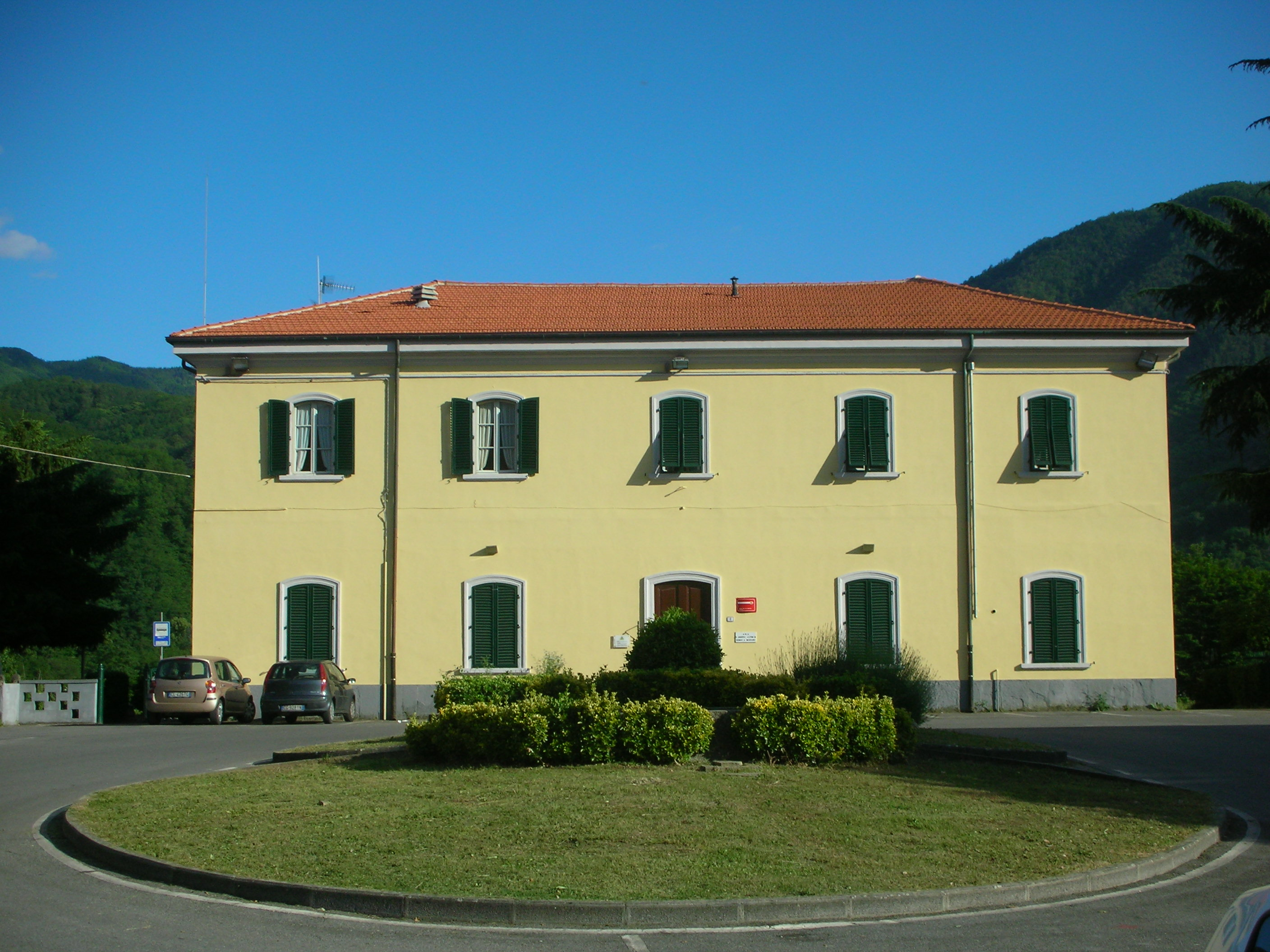
La stazione ferroviaria di Borgo a Mozzano

La fermata ferroviaria di Borgo a Mozzano è situata a circa 200 metri da una delle entrate principali al paese ed è situata lungo la ferrovia Lucca-Aulla, che permette il collegamento tra la piana di Lucca e la Garfagnana. La stessa è servita dalle corse Trenitalia effettuate nell'ambito del contratto di servizio con la Regione Toscana.

### Mobilità urbana
Oltre al trasporto ferroviario è garantito un trasporto autobus di linea che collega il paese di Borgo a Mozzano sia alla Garfagnana che alla piana di Lucca.
Inoltre sono presenti piccoli autobus che permettono di collegare il Borgo a tutte le frazioni vicine.

## Sport e associazioni
Dalla primavera all'autunno, ma anche in inverno, il territorio di Borgo a Mozzano offre una vasta scelta di attività all'aria aperta.

### Calcio
Nel comune di Borgo a Mozzano sono presenti moltissime squadre professionistiche ed amatoriali. La più importante è la compagine del Ghivizzano Borgo a Mozzano, militante in Serie D (girone E) e abbreviata in Ghiviborgo, nata nella stagione 2012-13 dalla fusione tra il GS Borgo a Mozzano 1961 e il Ghivizzano Calcio. Altra rappresentativa locale è l'ASD Valle di Ottavo, che milita in terza categoria e che dispone di un rinomato settore giovanile. A livello amatoriale si distinguono tra tutti: il "Partizan", fondato nel 2006 e formato dai ragazzi del capoluogo, caratterizzato da un tifo e un entusiasmo mai visto nelle categorie amatoriali. Infine un appunto spetta alla "Dinamo Dezza 1981" che nel 2011 è stata premiata presso il Palazzo Ducale dalla Provincia di Lucca per la sua longeva storia calcistica con un oscar alla carriera. La Dinamo è anche l'unica squadra che dalla data della sua fondazione ha militato in tutti i campionati amatoriali dal 1981 ad oggi. Ha vinto numerosi campionati e ha inoltre partecipato al campionato regionale del 1996, classificandosi al 4º posto.

### Pallavolo
La squadra del comune di Borgo a Mozzano è la Pallavolo Val di Serchio che disputa il campionato serie D femminile ed i campionati provinciali under 13, under 16 e under 18.

### Trekking
Nei dintorni di Borgo a Mozzano numerose aziende offrono la possibilità di fare passeggiate lungo il fiume, di fare escursioni a cavallo e di ammirare le numerose mulattiere.
Gli stessi percorsi possono essere utilizzati anche dagli appassionati di mountain bike.

### Volo
Per gli appassionati dell'aria e del volo, la scuola Fly-Ten di volo libero organizza corsi di parapendio tutto l'anno con brevetto finale riconosciuto all'Aeroclub italiano.

### Sport acquatici
Gli appassionati della canoa e del rafting a Borgo a Mozzano possono scendere in acqua e passeggiare sotto lo scenario del Ponte del Diavolo, spesso sede di manifestazioni sportive competitive di canottaggio a livello anche nazionale.
Per i più esperti e preparati il torrente La Lima, che scende dalla montagna pistoiese, offre la possibilità di un'emozionante discesa in gommone.

### Impianti sportivi
A Borgo a Mozzano sono presenti una palestra comunale dove si svolgono le competizioni di pallavolo, un campo sportivo comunale destinato alle competizioni calcistiche e una piscina comunale.

### Gruppo Scout
Nel comune di Borgo a Mozzano dal 2006 è presente il gruppo scout laico associato al CNGEI (Corpo Nazionale Giovani Esploratori e Esploratrici Italiani) con sede a Chifenti in via delle Chiesa,8. Il gruppo è aperto a tutti i ragazzi e ragazze dagli 8 anni in su appartenenti a qualsiasi religione.

## Amministrazione
| Periodo          | Periodo        | Primo cittadino          | Partito                      | Carica  | Note   |
| ---------------- | -------------- | ------------------------ | ---------------------------- | ------- | ------ |
| 23 novembre 1987 | 30 luglio 1990 | Alfredo Scipioni         | Democrazia Cristiana         | Sindaco | [ 33 ] |
| 8 agosto 1990    | 24 aprile 1995 | Alfredo Scipioni         | Democrazia Cristiana         | Sindaco | [ 33 ] |
| 24 aprile 1995   | 14 giugno 1999 | Gabriele Attilio Brunini | centro-destra                | Sindaco | [ 33 ] |
| 14 giugno 1999   | 14 giugno 2004 | Gabriele Attilio Brunini | centro-destra                | Sindaco | [ 33 ] |
| 15 giugno 2004   | 8 giugno 2009  | Francesco Poggi          | lista civica                 | Sindaco | [ 33 ] |
| 8 giugno 2009    | 26 maggio 2014 | Francesco Poggi          | lista civica Andare oltre    | Sindaco | [ 33 ] |
| 26 maggio 2014   | 27 maggio 2019 | Patrizio Andreuccetti    | lista civica Missione domani | Sindaco | [ 33 ] |
| 27 maggio 2019   | in carica      | Patrizio Andreuccetti    | lista civica Missione domani | Sindaco | [ 33 ] |

### Gemellaggi
- Martorell
- Ålesund[34]
- Treviolo.[35]

## Galleria d'immagini

Archi e ponti
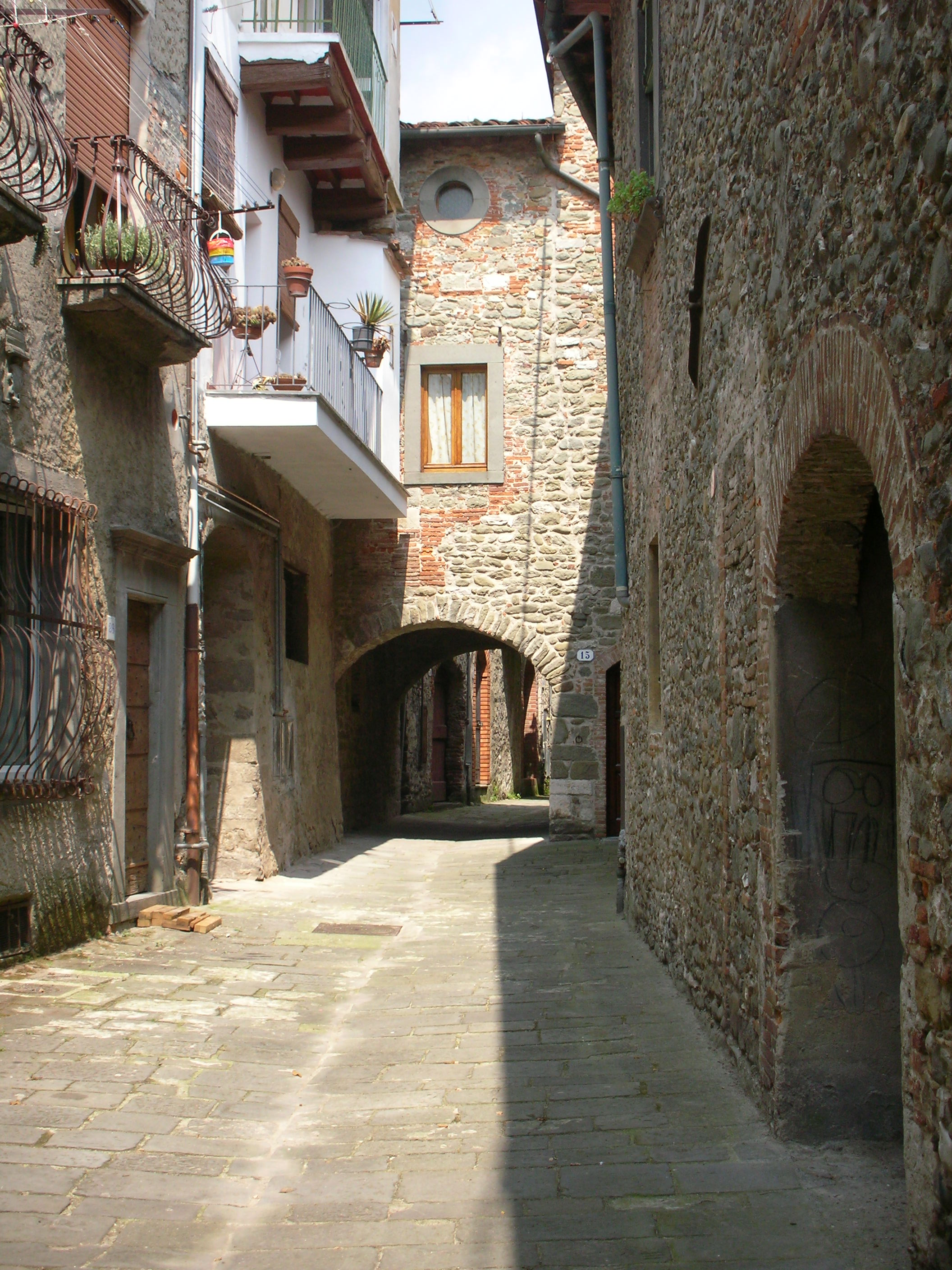
Arco in Via degli Orti a Borgo a Mozzano
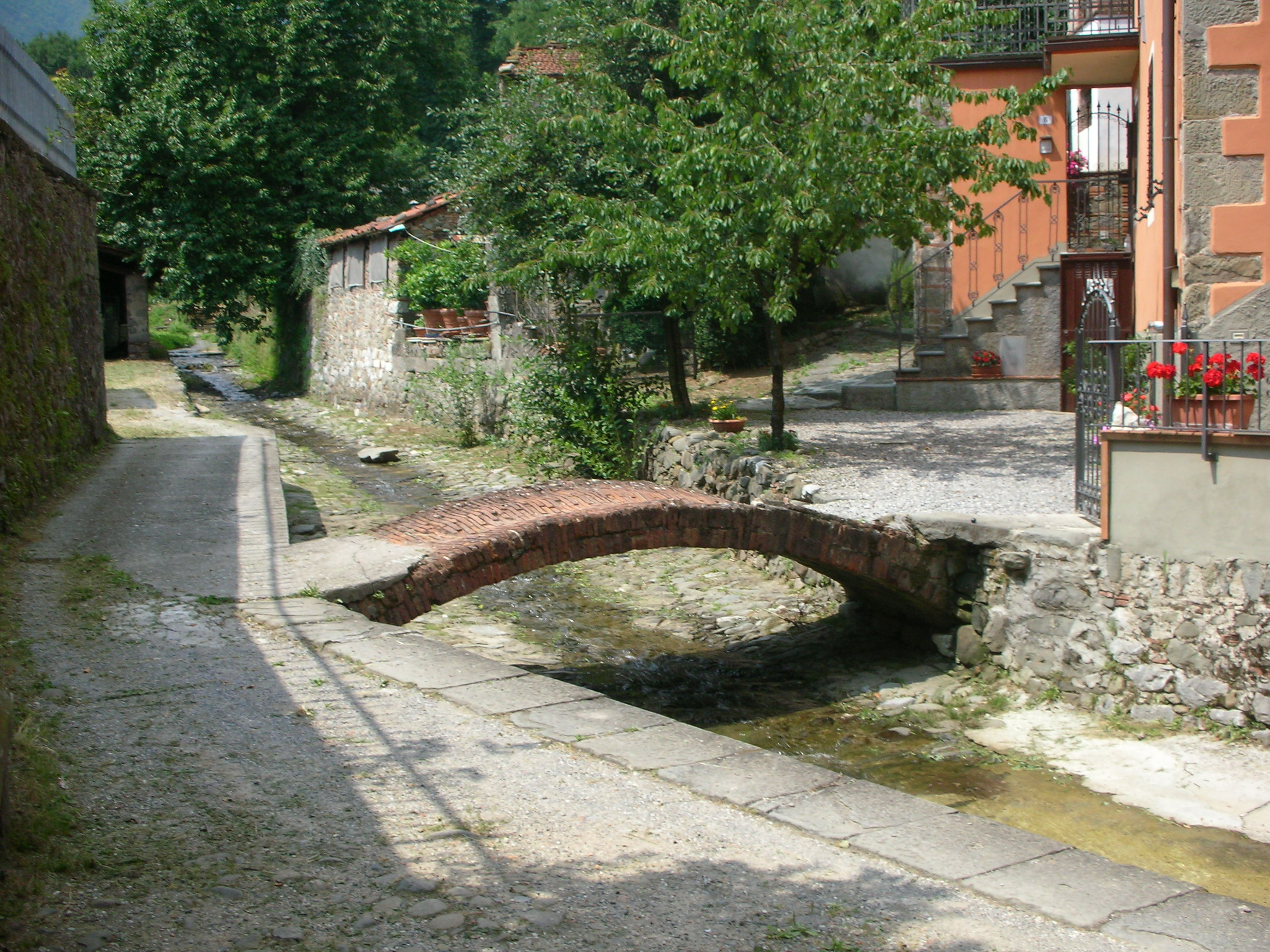
Ponte sul fiume rio
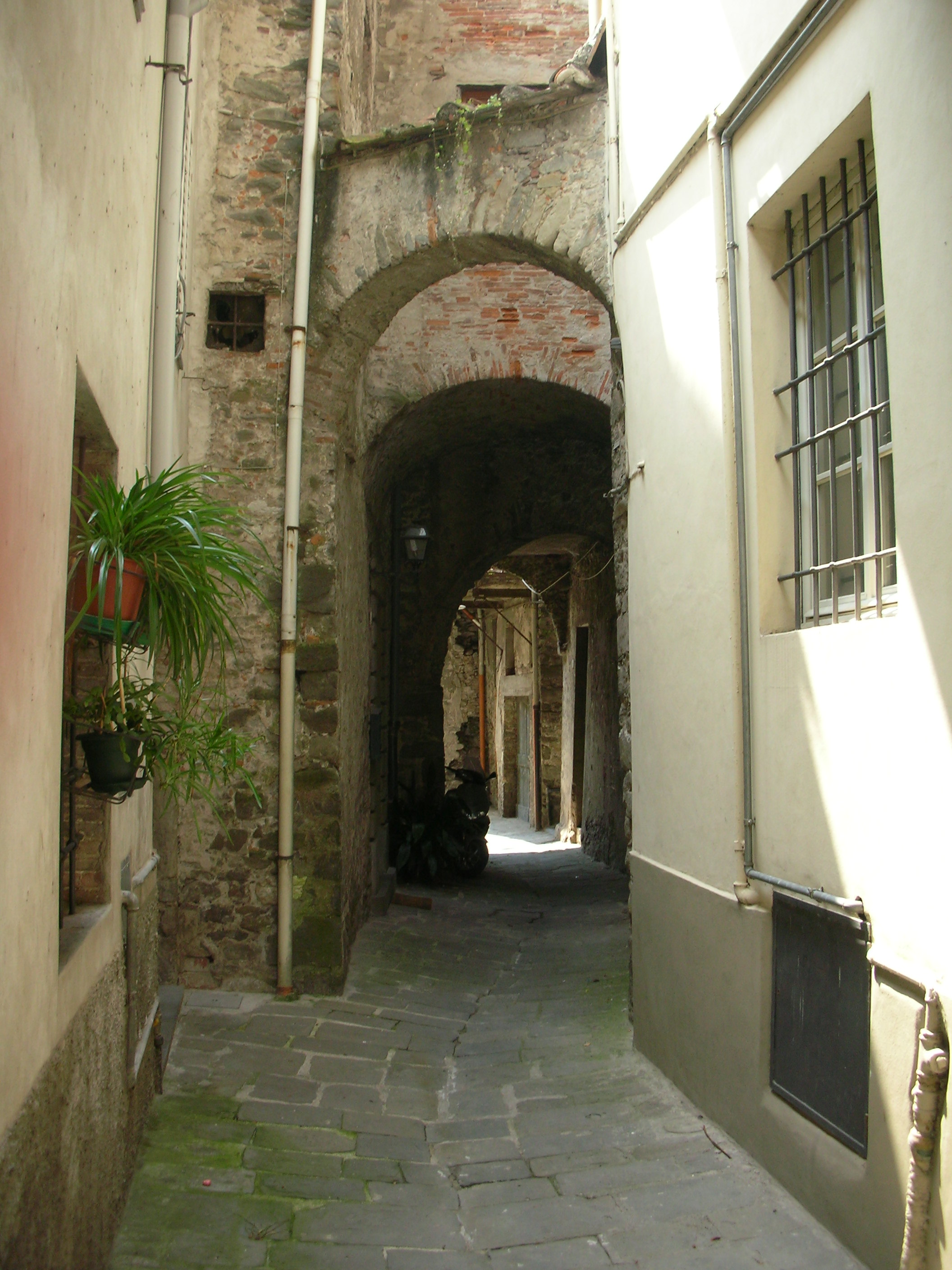
Vista di un altro arco in Via degli Orti

Panorama
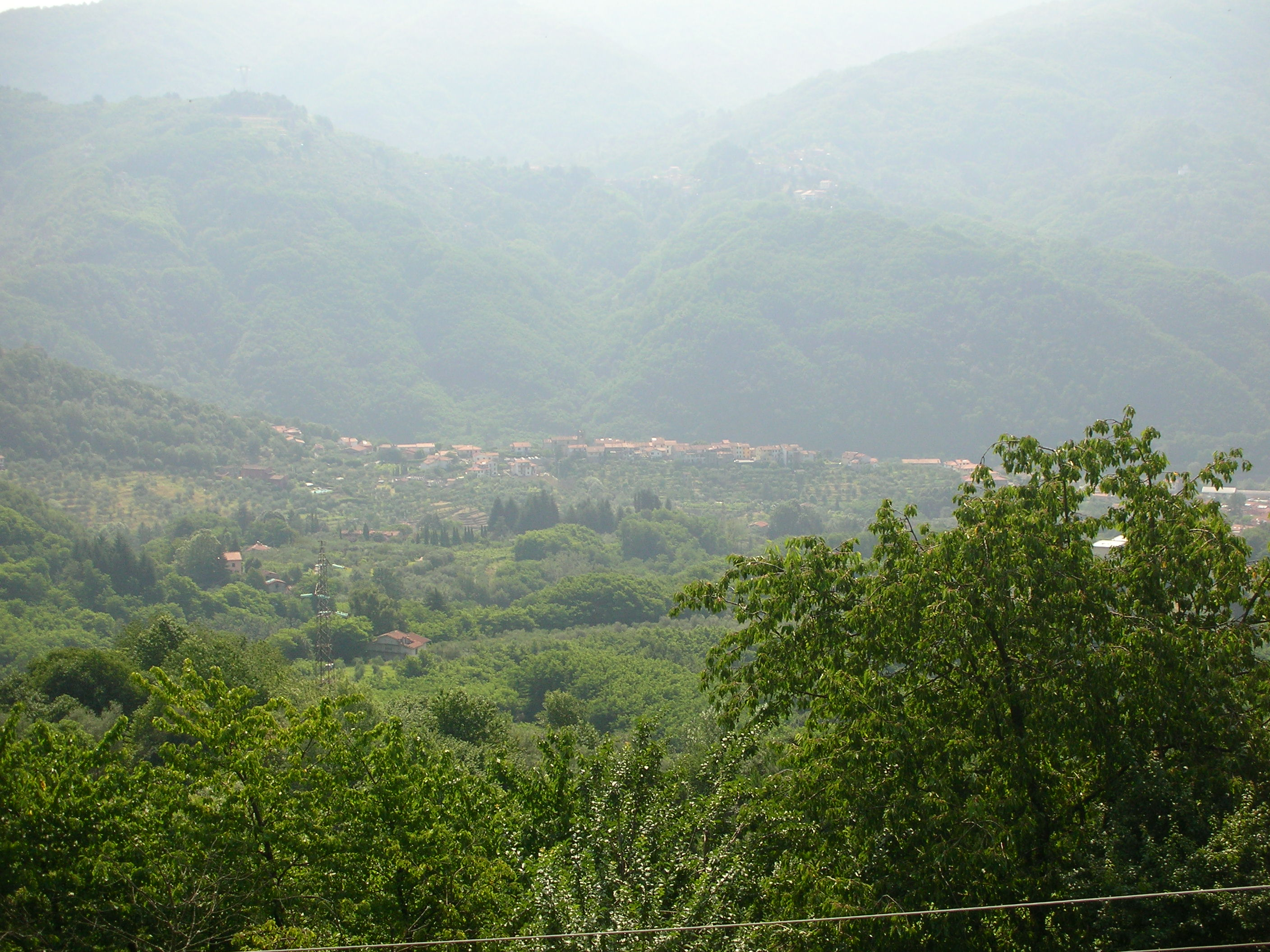
Vista panoramica dal paese di Oneta
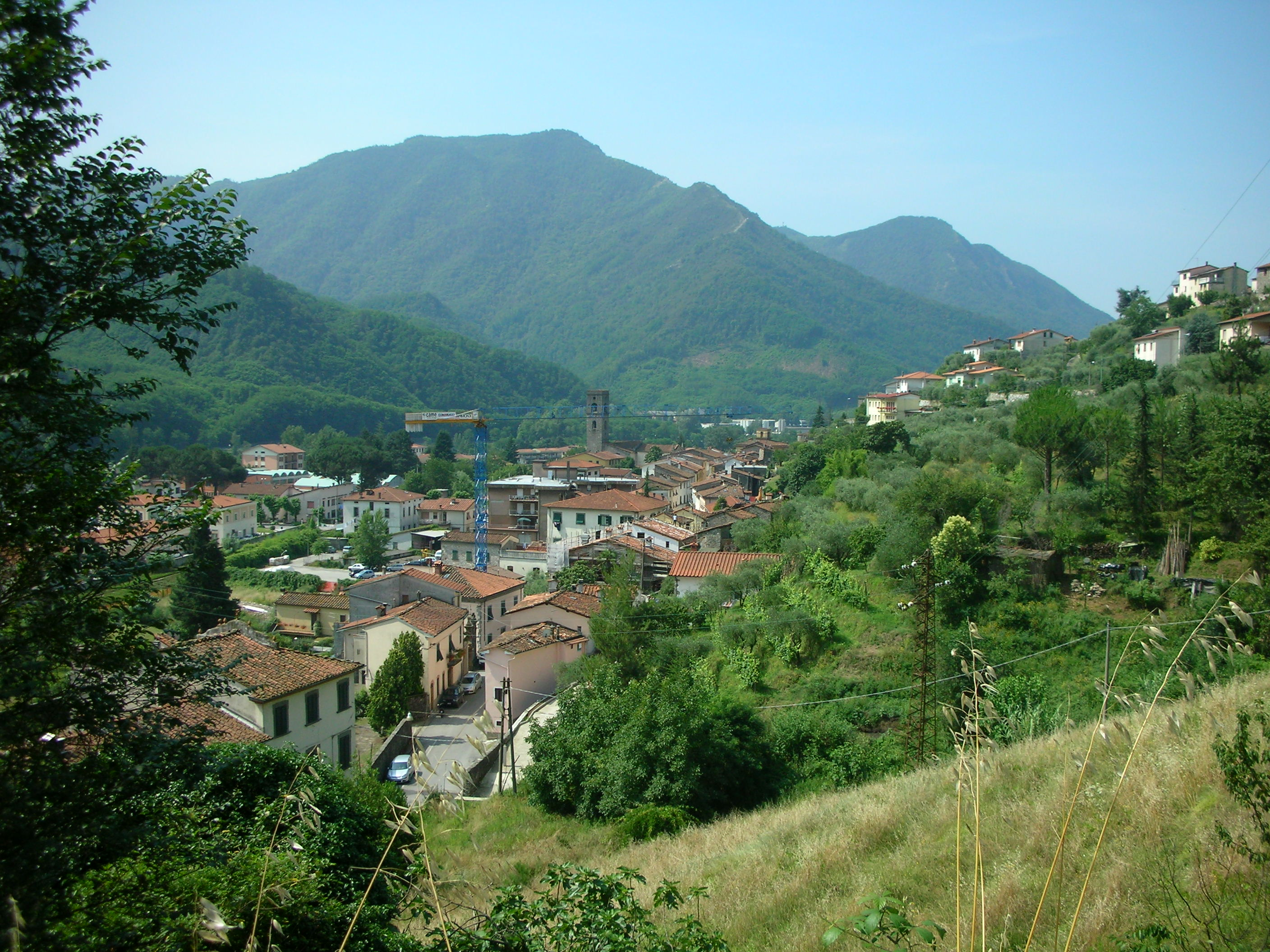
Vista panoramica del paese di Borgo a Mozzano
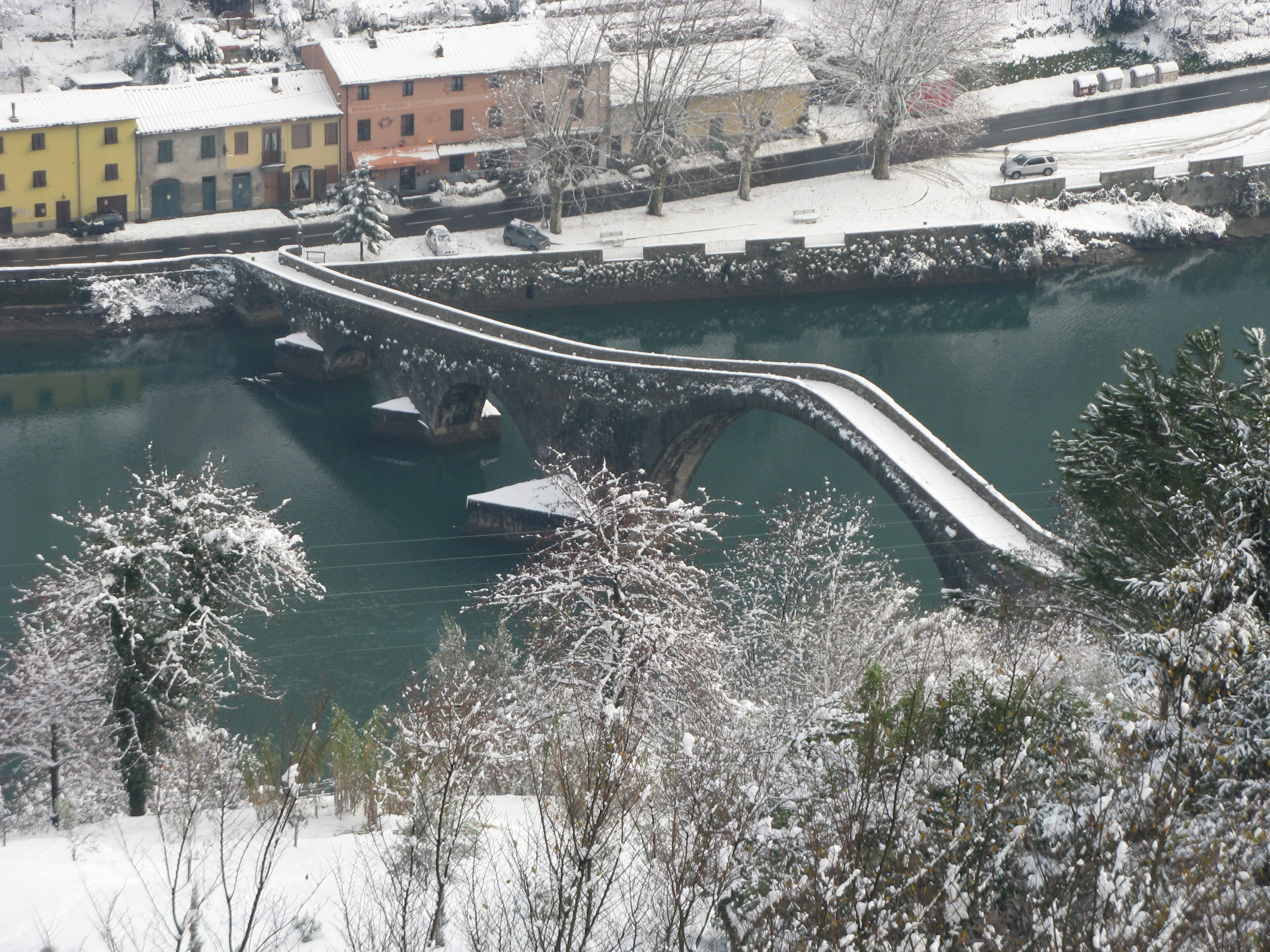
Vista del Ponte del Diavolo con la neve